# Erich Rudorffer
Erich Rudorffer (Zwochau, 1 de novembro de 1917 — Bad Schwartau, 8 de abril de 2016) foi um piloto alemão e ás da aviação da Luftwaffe na Segunda Guerra Mundial.
Rudorffer voou em mais de mil missões de combate, lutou nos maiores teatros de operações e contabilizou 224 vitórias.

## Sumário da carreira

### Condecorações
- Distintivo de Ferido em Preto
- Troféu de Honra da Luftwaffe (20 de outubro de 1940)
- Distintivo de Voo do Fronte da Luftwaffe em Ouro com Flâmula "1.000"
- Distintivo de Piloto/Observador
- Ordem da Cruz da Liberdade (2ª classe)
- Cruz Germânica em Ouro (9 de dezembro de 1941)
- Cruz de Ferro (1939)
  - 2ª classe (22 de maio de 1940)
  - 1ª classe (28 de junho de 1940)
- Cruz de Cavaleiro da Cruz de Ferro (1 de maio de 1941)
  - 447ª Folhas de Carvalho (11 de abril de 1944)
  - 126ª Espadas (26 de janeiro de 1945)